# Sympholis lippiens
Sympholis lippiens is een slang uit de familie toornslangachtigen (Colubridae) en de onderfamilie Colubrinae..

## Naam en indeling
De wetenschappelijke naam van de slang werd voor het eerst voorgesteld door Edward Drinker Cope in 1861. De soort is de enige uit het monotypische geslacht Sympholis. 

## Verspreidingsgebied
Sympholis lippiens komt voor in delen van Noord-Amerika en is endemisch in het westen van Mexico.